# Monuments nationaux de Kozarska Dubica
Cet article recense les monuments nationaux situés sur le territoire de la municipalité de Kozarska Dubica (Bosanska Dubica) en Bosnie-Herzégovine et dans la république serbe de Bosnie. La liste établie par la Commission pour la protection des monuments nationaux compte 1 monument national inscrit sur la liste principale et 2 monuments inscrits sur une liste provisoire.

## Monuments nationaux
| Monument                          | Localité                          | Géolocalisation | Datation                | Commentaire éventuel                                        | Photo |
| --------------------------------- | --------------------------------- | --------------- | ----------------------- | ----------------------------------------------------------- | ----- |
| Gradska džamija (Kozarska Dubica) | Kozarska Dubica (Bosanska Dubica) |                 | Reconstruite après 1992 | Cour intérieure (harem) avec des nişanss (stèles ottomanes) |       |

## Liste provisoire
| Monument                                                     | Localité                          | Géolocalisation              | Datation           | Commentaire éventuel                           | Photo |
| ------------------------------------------------------------ | --------------------------------- | ---------------------------- | ------------------ | ---------------------------------------------- | ----- |
| Monastère de Moštanica                                       | Moštanica                         | 45° 05′ 19″ N, 16° 51′ 26″ E | XIIe-XIIIe siècles | Monastère orthodoxe serbe dédié à Saint-Michel |       |
| Église de l'Exaltation-de-la-Sainte-Croix de Kozarska Dubica | Kozarska Dubica (Bosanska Dubica) |                              |                    |                                                |       |